# Anna Pichura
Anna Pichura (ur. 04.06.1986 w Krakowie) – artystka wizualna posługująca się medium wideo, instalacji i malarstwa. Edukatorka (współpracowała m.in. z Muzeum Narodowym w Krakowie i Muzeum Sztuki Współczesnej MOCAK w Krakowie). Od 2017 pracuje jako asystentka w Katedrze Multimediów Wydziału Sztuki Uniwersytetu Pedagogicznego im.KEN w Krakowie. 
Doktorantka Akademii Sztuk Pięknych im.Jana Matejki w Krakowie. W 2015 wraz z Jolantą Nowaczyk, Błażejem Krausem, Borysem Lewandowskim i Magdaleną Zaworską zrealizowała nagrodzony w Konkursie FreshZone projekt pt. Modułowa Działka Przyszłości. W 2016 uczestniczyła w projekcie Sejsmograf - Młoda Małopolska Scena Artystyczna realizowanym przez Galerię Sztuki Współczesnej Bunkier Sztuki w Krakowie we współpracy z BWA Sokół w Nowym Sączu i BWA w Tarnowie. W 2017 była stażystką aneducation documeta14 w Kassel gdzie wraz z Vaidą Stepanovaite zajmowała się tworzeniem materiałów edukacyjnych w zespole Julian Gallo. W 2018 na wystawie Zwierzęta Domowe (kuratorka: Marta Lisok) prezentowała projekt Flotsam Game powstały we współpracy z estońską artystką i performerką Triin Marts.

## Projekty
- Modułowa Działka Przyszłości, 7. Grolsch ArtBoom Festival, Kraków, 2015
- Flotsam Game, współpraca z Triin Marts, Kassel, Ateny, Kraków, 2017/2019
- Konstytucja dla kosmosu, Łódź, Warszawa, 2018/2019